# Squash nos Jogos Pan-Americanos de 2011 - Equipes masculinas
A competição por equipes masculinas foi um dos eventos do squash nos Jogos Pan-Americanos de 2011, em Guadalajara. Foi disputada no Complexo de Squash entre os dias 18 e 21 de outubro.

## Calendário
Horário local (UTC-6).
| Data          | Horário | Fase              |
| ------------- | ------- | ----------------- |
| 18 de outubro | 10:00   | Grupos            |
| 19 de outubro | 10:00   | Grupos            |
| 20 de outubro | 11:00   | Quartas-de-finais |
| 20 de outubro | 15:00   | Semifinais        |
| 21 de outubro | 18:10   | Final             |

## Medalhistas
|  | MEX México                               |  | CAN Canadá                                  |  | BRA Brasil                                           |  | USA Estados Unidos                                   |
|  | Arturo Salazar César Salazar Eric Galvez |  | Andrew Schnell Shahier Razik Shawn Delierre |  | Rafael Fernandes Vinícius de Lima Vinícius Rodrigues |  | Christopher Gordon Graham Bassett Julian Illingworth |

## Resultados
Todas equipes foram divididas em quatro grupos. As duas melhores de cada grupo com quatro equipes se classificaram para as quartas-de-final. As duas melhores equipes do grupo com três equipes se classificaram para as semifinais.

### Grupo A
| País               | J | V | D | SF | SC | PF  | PC  | Pts |
| ------------------ | - | - | - | -- | -- | --- | --- | --- |
| MEX México         | 2 | 2 | 0 | 15 | 3  | 181 | 103 | 2   |
| USA Estados Unidos | 2 | 1 | 1 | 12 | 8  | 180 | 53  | 1   |
| ESA El Salvador    | 2 | 0 | 2 | 2  | 18 | 109 | 214 | 0   |

| 18 de outubro 10:00 | Relatório          | USA Estados Unidos | 3 – 0 | ESA El Salvador  | Complexo de Squash, Guadalajara |
| 18 de outubro 10:00 | Relatório          | Placar por jogo:   |       |                  | Complexo de Squash, Guadalajara |
| 18 de outubro 10:00 | Relatório          | Julian Illingworth | 3–1   | Walter Weisskopf | Complexo de Squash, Guadalajara |
| Graham Bassett      | Graham Bassett     | Graham Bassett     | 3–1   | José Molina      |                                 |
| Christopher Gordon  | Christopher Gordon | Christopher Gordon | 3–0   | Byron García     |                                 |
|                     |                    |                    |       |                  |                                 |
|                     |                    |                    |       |                  |                                 |

| 18 de outubro 16:00 | Relatório     | MEX México       | 3 – 0 | ESA El Salvador  | Complexo de Squash, Guadalajara |
| 18 de outubro 16:00 | Relatório     | Placar por jogo: |       |                  | Complexo de Squash, Guadalajara |
| 18 de outubro 16:00 | Relatório     | Arturo Salazar   | 3–0   | Walter Weisskopf | Complexo de Squash, Guadalajara |
| Eric Galvez         | Eric Galvez   | Eric Galvez      | 3–0   | José Molina      |                                 |
| César Salazar       | César Salazar | César Salazar    | 3–0   | Byron García     |                                 |
|                     |               |                  |       |                  |                                 |
|                     |               |                  |       |                  |                                 |

| 19 de outubro 15:00 | Relatório           | MEX México          | 2 – 1 | USA Estados Unidos | Complexo de Squash, Guadalajara |
| 19 de outubro 15:00 | Relatório           | Placar por jogo:    |       |                    | Complexo de Squash, Guadalajara |
| 19 de outubro 15:00 | Relatório           | Eric Galvez         | 3–0   | Graham Bassett     | Complexo de Squash, Guadalajara |
| Arturo Salazar      | Arturo Salazar      | Arturo Salazar      | 3–0   | Julian Illingworth |                                 |
| César Salazar (ab.) | César Salazar (ab.) | César Salazar (ab.) | 0–3   | Christopher Gordon |                                 |
|                     |                     |                     |       |                    |                                 |
|                     |                     |                     |       |                    |                                 |

### Grupo B
| País          | J | V | D | SF | SC | PF  | PC  | Pts |
| ------------- | - | - | - | -- | -- | --- | --- | --- |
| CAN Canadá    | 3 | 3 | 0 | 27 | 4  | 326 | 176 | 3   |
| COL Colômbia  | 3 | 2 | 1 | 20 | 11 | 282 | 236 | 2   |
| CHI Chile     | 3 | 1 | 2 | 9  | 21 | 208 | 293 | 1   |
| GUA Guatemala | 3 | 0 | 3 | 5  | 25 | 190 | 301 | 0   |

| 18 de outubro 10:00 | Relatório      | CAN Canadá       | 3 – 0 | CHI Chile             | Complexo de Squash, Guadalajara |
| 18 de outubro 10:00 | Relatório      | Placar por jogo: |       |                       | Complexo de Squash, Guadalajara |
| 18 de outubro 10:00 | Relatório      | Shahier Razik    | 3–0   | Jaime Pinto           | Complexo de Squash, Guadalajara |
| Andrew Schnell      | Andrew Schnell | Andrew Schnell   | 3–0   | Rafael Allendes       |                                 |
| Shawn Delierre      | Shawn Delierre | Shawn Delierre   | 3–0   | Maximiliano Camiruaga |                                 |
|                     |                |                  |       |                       |                                 |
|                     |                |                  |       |                       |                                 |

| 18 de outubro 13:00 | Relatório       | COL Colômbia     | 3 – 0 | GUA Guatemala   | Complexo de Squash, Guadalajara |
| 18 de outubro 13:00 | Relatório       | Placar por jogo: |       |                 | Complexo de Squash, Guadalajara |
| 18 de outubro 13:00 | Relatório       | Miguel Rodríguez | 3–0   | Mauricio Sedano | Complexo de Squash, Guadalajara |
| Javier Castilla     | Javier Castilla | Javier Castilla  | 3–0   | Bryan Bonilla   |                                 |
| Andres Vargas       | Andres Vargas   | Andres Vargas    | 3–0   | José Méndez     |                                 |
|                     |                 |                  |       |                 |                                 |
|                     |                 |                  |       |                 |                                 |

| 19 de outubro 9:00 | Relatório      | CAN Canadá       | 3 – 0 | GUA Guatemala   | Complexo de Squash, Guadalajara |
| 19 de outubro 9:00 | Relatório      | Placar por jogo: |       |                 | Complexo de Squash, Guadalajara |
| 19 de outubro 9:00 | Relatório      | Andrew Schnell   | 3–0   | Bryan Bonilla   | Complexo de Squash, Guadalajara |
| Shahier Razik      | Shahier Razik  | Shahier Razik    | 3–0   | Mauricio Sedano |                                 |
| Shawn Delierre     | Shawn Delierre | Shawn Delierre   | 3–2   | José Méndez     |                                 |
|                    |                |                  |       |                 |                                 |
|                    |                |                  |       |                 |                                 |

| 19 de outubro 9:00    | Relatório             | CHI Chile             | 0 – 3 | COL Colômbia     | Complexo de Squash, Guadalajara |
| 19 de outubro 9:00    | Relatório             | Placar por jogo:      |       |                  | Complexo de Squash, Guadalajara |
| 19 de outubro 9:00    | Relatório             | Rafael Allendes       | 0–3   | Javier Castilla  | Complexo de Squash, Guadalajara |
| Jamie Pinto           | Jamie Pinto           | Jamie Pinto           | 1–3   | Miguel Rodríguez |                                 |
| Maximiliano Camiruaga | Maximiliano Camiruaga | Maximiliano Camiruaga | 1–3   | Andrés Vargas    |                                 |
|                       |                       |                       |       |                  |                                 |
|                       |                       |                       |       |                  |                                 |

| 19 de outubro 15:00 | Relatório      | CAN Canadá       | 3 – 0 | COL Colômbia     | Complexo de Squash, Guadalajara |
| 19 de outubro 15:00 | Relatório      | Placar por jogo: |       |                  | Complexo de Squash, Guadalajara |
| 19 de outubro 15:00 | Relatório      | Andrew Schnell   | 3–1   | Javier Castilla  | Complexo de Squash, Guadalajara |
| Shahier Razik       | Shahier Razik  | Shahier Razik    | 3–0   | Miguel Rodríguez |                                 |
| Shawn Delierre      | Shawn Delierre | Shawn Delierre   | 3–0   | Andrés Vargas    |                                 |
|                     |                |                  |       |                  |                                 |
|                     |                |                  |       |                  |                                 |

| 19 de outubro 19:00 | Relatório       | GUA Guatemala    | 1 – 2 | CHI Chile             | Complexo de Squash, Guadalajara |
| 19 de outubro 19:00 | Relatório       | Placar por jogo: |       |                       | Complexo de Squash, Guadalajara |
| 19 de outubro 19:00 | Relatório       | Bryan Bonilla    | 3–1   | Rafael Allendes       | Complexo de Squash, Guadalajara |
| Mauricio Sedano     | Mauricio Sedano | Mauricio Sedano  | 0–3   | Bryan Bonilla         |                                 |
| José Méndez         | José Méndez     | José Méndez      | 0–3   | Maximiliano Camiruaga |                                 |
|                     |                 |                  |       |                       |                                 |
|                     |                 |                  |       |                       |                                 |

### Grupo C
| País          | J | V | D | SF | SC | PF  | PC  | Pts |
| ------------- | - | - | - | -- | -- | --- | --- | --- |
| BRA Brasil    | 3 | 3 | 0 | 27 | 4  | 339 | 211 | 3   |
| ARG Argentina | 3 | 2 | 1 | 19 | 16 | 314 | 313 | 2   |
| PAR Paraguai  | 3 | 1 | 2 | 9  | 23 | 242 | 319 | 1   |
| PER Peru      | 3 | 0 | 3 | 9  | 21 | 245 | 297 | 0   |

| 18 de outubro 10:00 | Relatório          | BRA Brasil         | 3 – 0 | PAR Paraguai      | Complexo de Squash, Guadalajara |
| 18 de outubro 10:00 | Relatório          | Placar por jogo:   |       |                   | Complexo de Squash, Guadalajara |
| 18 de outubro 10:00 | Relatório          | Rafael Fernandes   | 3–0   | Esteban Casarino  | Complexo de Squash, Guadalajara |
| Vinícius de Lima    | Vinícius de Lima   | Vinícius de Lima   | 3–0   | Nicolás Caballero |                                 |
| Vinícius Rodrigues  | Vinícius Rodrigues | Vinícius Rodrigues | 3–0   | André L'Heureux   |                                 |
|                     |                    |                    |       |                   |                                 |
|                     |                    |                    |       |                   |                                 |

| 18 de outubro 13:00 | Relatório          | ARG Argentina      | 2 – 1 | PER Peru        | Complexo de Squash, Guadalajara |
| 18 de outubro 13:00 | Relatório          | Placar por jogo:   |       |                 | Complexo de Squash, Guadalajara |
| 18 de outubro 13:00 | Relatório          | Gonzalo Miranda    | 0–3   | Andrés Duany    | Complexo de Squash, Guadalajara |
| Roberto Pezotta     | Roberto Pezotta    | Roberto Pezotta    | 3–0   | Diego Elias     |                                 |
| Hernán D'Arcangelo  | Hernán D'Arcangelo | Hernán D'Arcangelo | 3–1   | Alonso Escudero |                                 |
|                     |                    |                    |       |                 |                                 |
|                     |                    |                    |       |                 |                                 |

| 19 de outubro 9:00 | Relatório          | BRA Brasil         | 3 – 0 | PER Peru        | Complexo de Squash, Guadalajara |
| 19 de outubro 9:00 | Relatório          | Placar por jogo:   |       |                 | Complexo de Squash, Guadalajara |
| 19 de outubro 9:00 | Relatório          | Vinícius de Lima   | 3–0   | Diego Elias     | Complexo de Squash, Guadalajara |
| Rafael Fernandes   | Rafael Fernandes   | Rafael Fernandes   | 3–0   | Andrés Duany    |                                 |
| Vinícius Rodrigues | Vinícius Rodrigues | Vinícius Rodrigues | 3–0   | Alonso Escudero |                                 |
|                    |                    |                    |       |                 |                                 |
|                    |                    |                    |       |                 |                                 |

| 19 de outubro 9:00 | Relatório        | PAR Paraguai      | 0 – 3 | ARG Argentina      | Complexo de Squash, Guadalajara |
| 19 de outubro 9:00 | Relatório        | Placar por jogo:  |       |                    | Complexo de Squash, Guadalajara |
| 19 de outubro 9:00 | Relatório        | Nicolás Caballero | 1–3   | Roberto Pezotta    | Complexo de Squash, Guadalajara |
| Esteban Casarino   | Esteban Casarino | Esteban Casarino  | 2–3   | Gonzalo Miranda    |                                 |
| André L'Heureux    | André L'Heureux  | André L'Heureux   | 0–3   | Hernán D'Arcangelo |                                 |
|                    |                  |                   |       |                    |                                 |
|                    |                  |                   |       |                    |                                 |

| 19 de outubro 15:00 | Relatório          | BRA Brasil         | 3 – 0 | ARG Argentina      | Complexo de Squash, Guadalajara |
| 19 de outubro 15:00 | Relatório          | Placar por jogo:   |       |                    | Complexo de Squash, Guadalajara |
| 19 de outubro 15:00 | Relatório          | Vinícius de Lima   | 3–1   | Roberto Pezotta    | Complexo de Squash, Guadalajara |
| Rafael Fernandes    | Rafael Fernandes   | Rafael Fernandes   | 3–1   | Gonzalo Miranda    |                                 |
| Vinícius Rodrigues  | Vinícius Rodrigues | Vinícius Rodrigues | 3–2   | Hernán D'Arcangelo |                                 |
|                     |                    |                    |       |                    |                                 |
|                     |                    |                    |       |                    |                                 |

| 19 de outubro 19:00 | Relatório       | PER Peru         | 1 – 2 | PAR Paraguai      | Complexo de Squash, Guadalajara |
| 19 de outubro 19:00 | Relatório       | Placar por jogo: |       |                   | Complexo de Squash, Guadalajara |
| 19 de outubro 19:00 | Relatório       | Diego Elias      | 3–0   | Nicolás Caballero | Complexo de Squash, Guadalajara |
| Andrés Duany        | Andrés Duany    | Andrés Duany     | 0–3   | Esteban Casarino  |                                 |
| Alonso Escudero     | Alonso Escudero | Alonso Escudero  | 2–3   | André L'Heureux   |                                 |
|                     |                 |                  |       |                   |                                 |
|                     |                 |                  |       |                   |                                 |

### Fase final
| Quartas-de-final | Quartas-de-final   | Quartas-de-final | Quartas-de-final | Quartas-de-final |  |  | Semifinal | Semifinal          | Semifinal | Semifinal | Semifinal |  |  | Final | Final      | Final | Final | Final |
|                  |                    |                  |                  |                  |  |  |           |                    |           |           |           |  |  |       |            |       |       |       |
|                  |                    |                  |                  |                  |  |  |           |                    |           |           |           |  |  |       |            |       |       |       |
|                  |                    |                  |                  |                  |  |  | A1        | MEX México         | 0         | 3         | 3         |  |  |       |            |       |       |       |
| B2               | COL Colômbia       | 3                | 1                | 1                |  |  | C1        | BRA Brasil         | 3         | 0         | 0         |  |  |       |            |       |       |       |
| C1               | BRA Brasil         | 1                | 3                | 3                |  |  |           |                    |           |           |           |  |  | A1    | MEX México | 3     | 1     | 3     |
| C2               | ARG Argentina      | 2                | 0                |                  |  |  |           |                    |           |           |           |  |  | B2    | CAN Canadá | 1     | 3     | 0     |
| A2               | USA Estados Unidos | 3                | 3                |                  |  |  | A2        | USA Estados Unidos | 0         | 2         |           |  |  |       |            |       |       |       |
|                  |                    |                  |                  |                  |  |  | B2        | CAN Canadá         | 1         | 3         |           |  |  |       |            |       |       |       |
|                  |                    |                  |                  |                  |  |  |           |                    |           |           |           |  |  |       |            |       |       |       |

#### Quartas-de-final
| 20 de outubro 11:00 | Relatório       | COL Colômbia     | 1 – 2 | BRA Brasil         | Complexo de Squash, Guadalajara |
| 20 de outubro 11:00 | Relatório       | Placar por jogo: |       |                    | Complexo de Squash, Guadalajara |
| 20 de outubro 11:00 | Relatório       | Miguel Rodríguez | 3–1   | Rafael Fernandes   | Complexo de Squash, Guadalajara |
| Andrés Vargas       | Andrés Vargas   | Andrés Vargas    | 1–3   | Vinícius Rodrigues |                                 |
| Javier Castilla     | Javier Castilla | Javier Castilla  | 1–3   | Vinícius de Lima   |                                 |
|                     |                 |                  |       |                    |                                 |
|                     |                 |                  |       |                    |                                 |

| 20 de outubro 11:00 | Relatório          | ARG Argentina      | 0 – 2 | USA Estados Unidos | Complexo de Squash, Guadalajara |
| 20 de outubro 11:00 | Relatório          | Placar por jogo:   |       |                    | Complexo de Squash, Guadalajara |
| 20 de outubro 11:00 | Relatório          | Gonzalo Miranda    | 2–3   | Julian Illingworth | Complexo de Squash, Guadalajara |
| Hernán D'Arcangelo  | Hernán D'Arcangelo | Hernán D'Arcangelo | 0–3   | Christopher Gordon |                                 |
|                     |                    |                    |       |                    |                                 |
|                     |                    |                    |       |                    |                                 |
|                     |                    |                    |       |                    |                                 |

#### Semifinal
| 20 de outubro 15:00 | Relatório     | MEX México       | 2 – 1 | BRA Brasil         | Complexo de Squash, Guadalajara |
| 20 de outubro 15:00 | Relatório     | Placar por jogo: |       |                    | Complexo de Squash, Guadalajara |
| 20 de outubro 15:00 | Relatório     | Arturo Salazar   | 0–3   | Rafael Fernandes   | Complexo de Squash, Guadalajara |
| César Salazar       | César Salazar | César Salazar    | 3–0   | Vinícius Rodrigues |                                 |
| Eric Galvez         | Eric Galvez   | Eric Galvez      | 3–0   | Vinícius de Lima   |                                 |
|                     |               |                  |       |                    |                                 |
|                     |               |                  |       |                    |                                 |

| 20 de outubro 15:00 | Relatório          | USA Estados Unidos       | 0 – 2 | CAN Canadá     | Complexo de Squash, Guadalajara |
| 20 de outubro 15:00 | Relatório          | Placar por jogo:         |       |                | Complexo de Squash, Guadalajara |
| 20 de outubro 15:00 | Relatório          | Julian Illingworth (ab.) | 0–1   | Shahier Razik  | Complexo de Squash, Guadalajara |
| Christopher Gordon  | Christopher Gordon | Christopher Gordon       | 2–3   | Shawn Delierre |                                 |
|                     |                    |                          |       |                |                                 |
|                     |                    |                          |       |                |                                 |
|                     |                    |                          |       |                |                                 |

#### Final
| 21 de outubro 15:00 | Relatório      | MEX México       | 2 – 1 | CAN Canadá     | Complexo de Squash, Guadalajara |
| 21 de outubro 15:00 | Relatório      | Placar por jogo: |       |                | Complexo de Squash, Guadalajara |
| 21 de outubro 15:00 | Relatório      | César Salazar    | 3–1   | Shawn Delierre | Complexo de Squash, Guadalajara |
| Arturo Salazar      | Arturo Salazar | Arturo Salazar   | 1–3   | Shahier Razik  |                                 |
| Eric Galvez         | Eric Galvez    | Eric Galvez      | 3–0   | Andrew Schnell |                                 |
|                     |                |                  |       |                |                                 |
|                     |                |                  |       |                |                                 |